# Жордан Бардела
Жордан Бардела (фр. Jordan Bardella; Дранси, 13. септембар 1995) француски је политичар. Од 2022. обавља функцију председника Националног савеза. Такође обавља и функцију посланика Европског парламента.

## Биографија
Рођен је 13. септембра 1995. у Дрансију. Одгајила га је самохрана мајка, која је италијанског порекла. Дипломирао је политикологију на Универзитету у Паризу.